# Transmediação
Transmediação é o processo de tradução de uma obra para um meio diferente. A definição do que constitui transmediação depende de como o meio de desdobramento é definido ou interpretado. Em seu livro Understanding Media (1964), o educador e filósofo americano Marshall McLuhan desenvolve uma definição bastante ampla do meio, que é visto como "uma extensão de nós mesmos":
"Em uma cultura como a nossa, há muito tempo acostumada a separar e dividir todas as coisas como um meio de controle, às vezes é um pouco chocante lembrar que, de modo operacional e prático, o meio é a mensagem. Isso é somente para dizer que as consequências pessoais e sociais de qualquer meio – isto é, de qualquer extensão de nós mesmos – resultam de uma nova escala que é introduzida em nossas relações por cada extensão de nós mesmos, ou por qualquer nova tecnologia."— Marshall McLuhan, Understanding Media (1964)
A partir da definição de McLuhan, é possível inferir que a definição de transmediação envolve pelo menos duas dimensões diferentes: a tradução sensorial e a semiótica. Ao se referir ao meio como dotado de uma dimensão sensorial, a transmediação exige certo movimento entre os modos sensoriais (por exemplo, visual para para tátil). Em relação à dimensão semiótica, a transmediação é o processo de "responder aos textos culturais em um conjunto de sistemas de signos linguísticos – a exemplo da arte, movimento, escultura, dança, música – bem como em palavras".

## Origem
A transmediação está intrinsicamente ligada à semiótica, que é o estudo do impacto dos signos. Pesquisadores acadêmicos e educadores interessados em transmediação frequentemente também se interessam por alfabetização midiática, alfabetização visual, alfabetização informacional e alfabetização crítica.
A transmediação pode utilizar mais de uma forma de mídia. Todos os componentes de uma obra transmediada estão interligados para formar toda a rede. Portanto, os trabalhos transmediados estão intimamente ligados à semiótica e à tecnologia no contexto das mídias digitais. A transmediação pode abranger desde respostas a textos impressos tradicionais, bem como o uso de materiais multimídia, incluindo vídeos, animações, um sítios eletrónicos e podcasts.